# Phiale formosa
Phiale formosa là một loài nhện trong họ Salticidae.
Loài này thuộc chi Phiale. Phiale formosa được Richard C. Banks miêu tả năm 1909.

## Hình ảnh

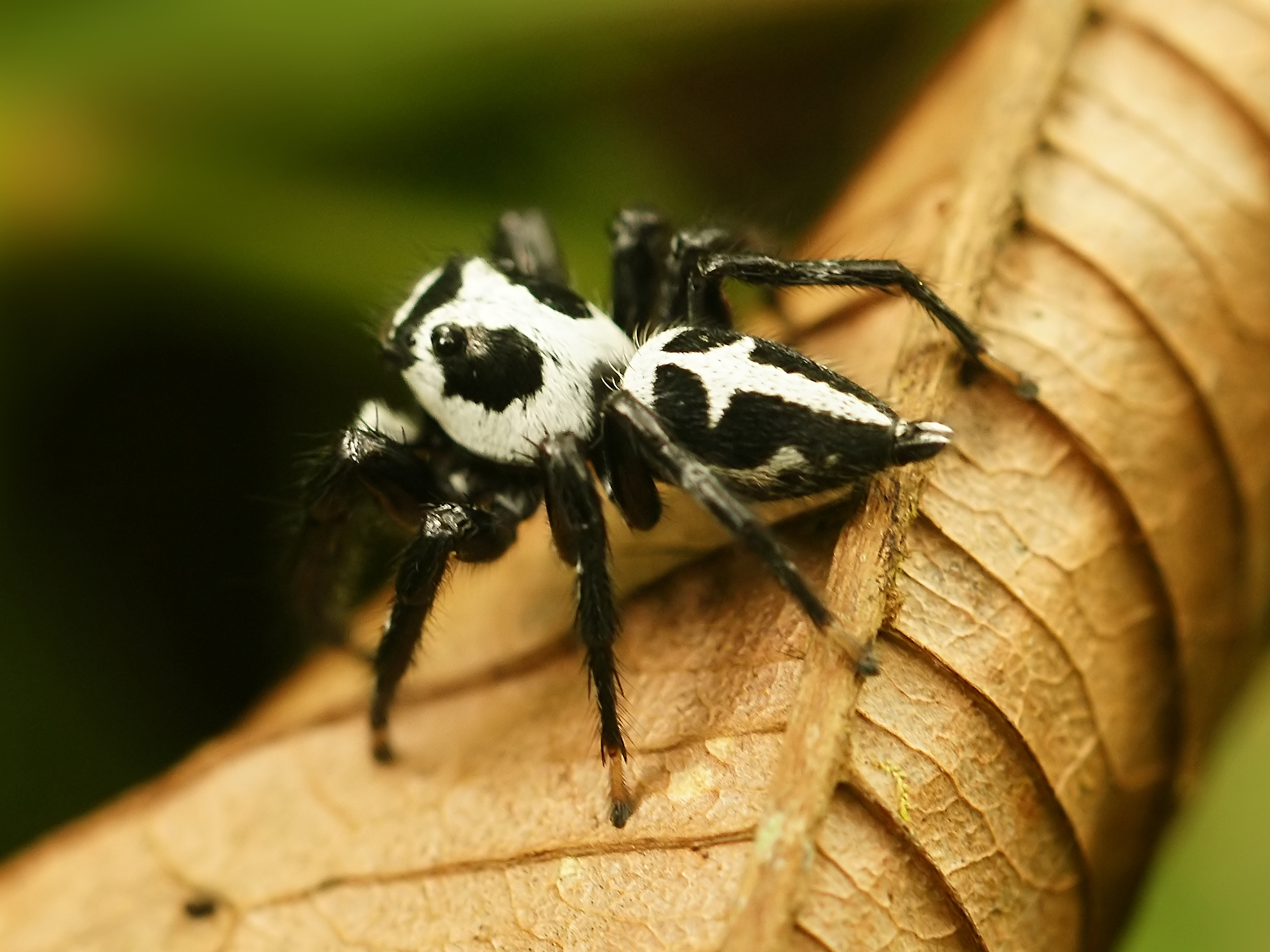